# Dezső Grósz
Dezső Grósz (3 dicembre 1898 – 27 gennaio 1970) è stato un calciatore ungherese, di ruolo difensore.

## Carriera
Grósz era un terzino sinistro tecnico e talentuoso, molto abile con sia con la palla al suolo che nelle giocate aeree. Giocò agli inizi  degli anni '20 nel VAC di Budapest, all'epoca l'unica squadra esclusivamente ebraica presente in Ungheria. Il VAC raggiunse il quinto posto in classifica nel 1924 ed il settimo nel 1925, ma nel 1926 retrocedette.
Grósz si trasferì allora in Austria, all'Hakoah Vienna, altra squadra esclusivamente ebraica. Prima di poter giocare alcuna gara di campionato partecipò con i suoi ad una tournée negli USA e decise di fermarsi lì, assieme a molti compagni. In America giocò un totale di 182 partite ufficiali, divise fra Brooklyn Wanderers, Philadelphia Field Club, Hakoah All-Stars, Brooklyn FC e New York Americans.